# تاریخ بلوچستان
تاریخ بلوچستان مشتمل بر هزاران سال است که امروزه منطقه‌ایست شامل ایالت بلوچستان پاکستان، استان سیستان و بلوچستان ایران و ولایت نیمروز افغانستان.
از تاریخ بلوچ‌ها پس از قرن نوزدهم که تحت استعمار غربی قرار گرفتند به ندرت چیزی می‌دانیم. از آن زمان حجم قابل توجهی از تاریخ آنان به فارسی و زبانهای اروپایی مخصوصاً انگلیسی منتشر شده‌است.

## تقسیم بلوچستان بین ایران و هند
تحولاتی که در قاره اروپا روی داد، موجب کشیده شدن میدان رقابت کشورهای اروپایی به دیگر قاره‌ها به ویژه آسیا شد. یکی از سرزمین‌هایی که اهمیت زیادی برای دولت‌های اروپایی داشت، هندوستان بود. در جریان رقابت اروپایی‌ها برای تسلط بر هندوستان، سرزمین‌های مجاور آن به عنوان معابر دسترسی بر آن سرزمین، اهمیت ویژه یافتند. یکی از این نواحی بلوچستان بود. انگلیسی‌ها که توانسته بودند، دست دیگر رقیبان خود را از هندوستان کوتاه نمایند، تصمیم گرفتند برای امنیت بخشیدن به سرحدات آن، منطقه حایلی در مرزهای شمال غربی تشکیل دهند و از این زمان سیاست انگلیس، در بلوچستان آغاز شد.
با تأسیس حکومت قاجار، پادشاهان این سلسله در تلاش بودند بلوچستان را تحت تسلط خویش قرار بدهند. توجه دولت انگلیس به بلوچستان به عنوان کمربند دفاعی جنوب غربی هند و از طرف دیگر نگاه متمرکز شاهان قاجار به بلوچستان موجب تقابل سیاست آنان شد. در این زمان دیپلماسی قوی انگلستان در برابر دیپلماسی ضعیف قاجار قرار گرفت. انگلیسی‌ها برای رسیدن به اهداف خود دست به هر اقدامی زدند و نقشه‌های گوناگونی را به اجرا درآوردند، تا اینکه در نهایت بلوچستان را به عنوان سپر دفاعی هندوستان بین هندوستان و ایران تقسیم کردند.

## هندوستان و رقابت کشورهای اروپایی
سفر واسکودوگاما از کشور پرتغال در سال ۱۴۹۷ به هندوستان راه را برای ایجاد مستعمرات در این سرزمین و سایر نواحی آسیا باز کرد. بعد از تسلط پرتغالیها بر هند در سال ۱۶۶۲ دولت پرتغال جزیره بمبئی را به چارلز دوم پادشاه انگلیس هدیه کرد و او نیز این جزیره را به کمپانی هند شرقی منتقل کرد. امپراتوری بریتانیا از نیمه سدهٔ هفدهم به تدریج با زور و زر و خدعه هندوستان را از چنگ راجه‌های ایالت و امپراتوران گورکانی هند خارج کردند کردند. بدین ترتیب انگلیسی‌ها، پرتغالی‌ها را از گردونه رقابت خارج کرده خود بر اوضاع مسلط شدند.
در اواخر ۱۶۰۰ کمپانی هند شرقی به موجب فرمان ملکه الیزابت تأسیس گردید. کمپانی به تدریج توانست نفوذش را در هندوستان گسترش دهد و از دیگر رقبای خود پیشه گیرد. به دنبال ظهور انقلاب صنعتی در اروپا تولید کالا به مراتب بیشتر از احتیاج بازارهای اروپایی بود. علاوه بر این مواد اولیه بسیاری از کارخانه‌ها در اروپا وجود نداشت و کشورهای اروپایی برای رفع این نیازها، توجه بیشتری به سرزمین‌های دیگر نمودند. یکی از این سرزمین‌ها که از قبل نیز مورد توجه کشورهای اروپایی قرار داشت، هندوستان بود. این کشور با توجه به ویژگی‌های خود، مناسب‌ترین سرزمین برای استعمار بود.
اروپای آن روز می‌دانست که امپراتوری بریتانیا به هندوستان زنده‌است و اگر لندن مغز این امپراتوری است، هند قلبی است که خون ثروت و رفاه و عظمت را در رگ‌های بریتانیا جاری می‌سازد. در چنین اوضاع و احوالی، انگلیس که از سال‌های قبل بر هند مسلط شده بود و سعی در حفظ آن در مقابل رقیبان داشت، با رقابت ناپلئون که قصد داشت این سرزمین را از دست آن کشور خارج کند مواجه شد.

## انگلیس و دفاع از هندوستان
بعد از آنکه ناپلئون در اروپا به پا خواست، تمام معادلات قدرت و سیاست جهانی به هم خورد. ناپلئون انگلیس را بیش از همه دشمن خود می‌پنداشت چرا که تمام اتحادیه‌های نظامی علیه فرانسه توسط انگلیس طراحی می‌شد. ناپلئون به خوبی دریافته بود که شاهرگ حیاتی انگلیس، هندوستان است. وی در جستجوی راهی برای فتح هندوستان بود و چون انگلستان فرمانروای دریاها بود، او راهی نداشت جز اینکه از طریق خشکی بر هند حمله‌ور شود و این راه به ناچار از ایران و بعد ازآن از بلوچستان می‌گذشت. انگلستان نیز خطر فرانسه را به خوبی دریافته بود. تصرف هندوستان از راه ایران، بلوچستان، افغانستان، سند و پنجاب مکرر در تاریخ ثبت شده بود و انگلیسیها می‌دانستند که اگر میدان را باز بگذارند، فرانسویها به راحتی هندوستان را فتح خواهند کرد.
خطر حمله ناپلئون باعث توجه دولت انگلیس و کمپانی هند شرقی به مناطق همجوار هندوستان، یعنی راه‌هایی شد که احتمال حمله ناپلئون از آن طریق وجود داشت. یکی از آن سرزمین‌های همجوار هندوستان، بلوچستان بود و در نتیجه این رقابت‌های دول رقیب، این ناحیه مورد توجه استعمارگران قرار گرفت و رقابت آن‌ها در این منطقه تا تقسیم شدن بلوچستان بین ایران و هندوستان و قرار گرفتن آن در کمربند حفاظتی هند و حتی پس از آن ادامه یافت.
پس از مکاتبه دولتمردان ایران با ناپلئون و آمدن نمایندگان او به ایران میرزا رضاخان قزوینی مأموریت یافت پیمانی با ناپلئون منعقد نماید؛ بنابراین پیمان فین کنشتاین در ۴ مه ۱۸۰۷/ ۲۵ صفر ۱۲۲۲ بین دو کشور بسته شد. از جمله مفاد این پیمان، قطع رابطه ایران با دولت انگلیس و اعلام جنگ با آن کشور بود. ایران همچنین در این پیمان متعهد شد که هرگاه امپراتوری فرانسه قصد کند از خشکی نیروهایی را برای یورش به هند بفرستد، هرگونه امکاناتی را برای آنان فراهم نماید.
با اعزام ژنرال گاردن از جانب ناپلئون به ایران حکومت بریتانیا در لندن وحشتزده شد و نمایندگانی را به دربار ایران مأموریت داد، از جمله این نمایندگان سرجان ملکم بود که به خاطر رابطه دوستی بین ایران و فرانسه، از جانب دولت ایران پذیرفته نشد.

## انگلیس و بررسی سرزمین‌های همجوار هندوستان
خطر حمله ناپلئون از طریق ایران و بلوچستان به هندوستان و پذیرفته نشدن ملکم سفیر انگلیس از جانب دولت ایران موجب شد کمپانی هند شرقی و دولت انگلیس به شناسایی و بررسی سرزمین‌های همجوار هندوستان بپردازند. یکی از این سرزمین‌ها بلوچستان بود که این زمان وارد تاریخ جدید خود شد. انگلیس می‌بایست هندوستان را حفظ می‌کرد و معابر لشکرکشی کشورهای اروپایی به هندوستان و مرزهای دفاعی شبه قاره را در اختیار خود می‌گرفت از طرفی روسیه نیز از آغاز سده هجدهم بر دریاهای گرم جنوب و بیش از همه بر استانبول چشم طمع دوخته بود. روسیه می‌بایست معابر لشکرکشی به هندوستان را در اختیار خود می‌داشت تا لندن را لااقل به تسلیم استانبول وادارد. این عوامل سبب شد انگلیس برای دفاع از هندوستان به شناسایی سرزمین‌های غربی آن بپردازد که بلوچستان یکی از آنان به‌شمار می‌رفت.
پذیرفته نشدن جان ملکم در دومین مأموریتش به ایران در سال ۱۲۲۱ هـ. ق / ۱۸۰۸ م او را در تصمیمش برای شناسایی سرزمین‌های مجاور هندوستان مصمم کرد. چندین افسر مستعد برای این منظور همراه ملکم بودند. نخستین شخص سروان گرانت بود، وی مأموریت یافت دربارهٔ بلوچستان غربی تحقیقاتی انجام دهد و نتیجه را گزارش دهد. هدف از مأموریت او این بود که آیا نیروهای نظامی کشورهای اروپایی می‌توانند از طریق سواحل جنوب بلوچستان همان مکران به درون هندوستان رخنه کنند یا نه؟ گرانت اولین غربی بود که تمام سرزمین‌های بین خلیج گواتر و جاسک را شناسایی کرد و راه ورود به بلوچستان را برای دیگر هموطنان خود کشید. انگلیسیها از طریق هندیان آموزش دیده در فنون نقشه‌برداری که در لباس روحانیون مسلمان بودند و به‌طور کلی در هیئت سیاح، تاجر، زاهد و درویش و ظاهر می‌شدند. و به شناسایی مرزهای شرقی بلوچستان می‌پرداختند.
از دیگر مأموران سیاسی و نظامی انگلیس که برای شناسایی بلوچستان رهسپار این دیار شدند، سروان چارلز کریستی و ستوان پاتینجر بودند که مأمور شدند از راه خشکی، قدرت طبیعی، اقتصادی و مناطق سوق‌الجیشی بلوچستان کنند. در نتیجه مسافرت پاتینجر و همکارش اطلاعات فراوانی در مورد قبایل و سران آنها، شمار جنگجویان قبایل و اوضاع طبیعی بلوچستان به دست آمد که موجب آشنایی اروپاییان با بلوچستان و راهگشای مأموران انگلیسی به هنگام تقسیم بلوچستان شد.

## سیاست ایجاد کمربند حایل
اهمیت هندوستان برای امپراتوری انگلیس به قدری بود که برخی سیاست‌مداران بر این عقیده بودند که امکان زیستن برای انگلستان بدون هندوستان وجود ندارد. لرد کرزن در این باره می‌نویسد: «زمانی که هند شناخته شده‌است، سرورانش همواره صاحب اختیار نیمی از جهان بوده‌اند».
دولت انگلستان در می‌یابد که بر خلاف تصورات قبلی، ایران به عنوان خط دفاعی هندوستان چندان قابل اعتماد نیست و روسیه نیز می‌توانست با عبور از شمال خراسان به خان نشینهای آسیای مرکزی دست یابد؛ بنابراین، لندن و حکومت کمپانی در هندوستان بر آن شدند تا تلاش خود را در آسیای مرکزی به کار اندازند و دیوار دفاعی هند را از بلوچستان به آسیای مرکزی تغییر دهند. به دنبال آن در دهه ۱۲۵۰ هـ. ق/ ۱۸۳۰ م در انگلستان اجماع فزاینده‌ای پدید آمد مبنی بر اینکه، روسیه به زیان ایران، عثمانی و آسیای مرکزی در حال توسعه بخشیدن به قلمرو خود می‌باشد و از همین‌جا طرح «مسئله شرق» یا «بازی بزرگ» ریخته شد. در این طرح، بلوچستان به عنوان سرزمین حایل در برابر پیشروی و توسعه‌طلبی فزاینده روسیه به هندوستان از اهمیت استراتژیکی خاصی برخوردار شد. در این برهه زمانی انگلیس به دنبال سد دفاعی محکم و استواری می‌گشت تا بتواند با خیال راحت‌تری به سلطه خود در هندوستان ادامه دهد. آنان سد دفاعی خود را در مناطق مرکزی بلوچستان یافتند که دولت مرکزی ایران بعد از تصرف آن سیاست قاطعی برای تسلط کامل بر آن نداشت و این همان چیزی بود که انگلیسیها خواستار آن بودند چرا که به راحتی می‌توانستند مناطق استراتژیک را از همدیگر جدا کرده به نقشه خود یعنی ایجاد کمربند حایل دست یابند.

## ایران و توجه به مرزهای شرقی
با پایان یافتن جنگهای ایران و روسیه، دولتمردان ایران تصمیم گرفتند بلوچستان را تحت مالکیت خودشان درآورند اما انگلیسیها تصور می‌کردند که دولت ایران هر قدمی که به سمت هندوستان برمی‌دارند به‌طور قاطع به اشاره دولت روس است. انگلیس از اساس تفکر دولت و دربار ایران، دربارهٔ بلوچستان آگاه شده بود. ایران از آغاز سلطنت سلسله قاجار مرز طبیعی جنوب شرقی خود را با احتساب بلوچستان جزو متصرفات ایران، رود سند می‌دانست. عباس میرزا در خلال گفتگوهای دوستانه و خصوصی با مأمورین انگلیس بارها به این مطلب اشاره کرده بود و محمد شاه نیز بر همین عقیده بود. در نتیجه انگلیسیها درصدد ممانعت از پیشروی ایران به طرف شرق برآمدند که اولین مورد آن مسئله هرات و به دنبال آن تقسیم بلوچستان بود که با تعیین حدود مرزی این مناطق، هم خط دفاعی هندوستان را کامل کردند و هم به پیشروی ایران به سمت شرق برای همیشه پایان دادند.

## بلوچستان در آغاز سلطنت ناصرالدین شاه
با آغاز سلطنت ناصرالدین شاه و توجه دولت مرکزی به بلوچستان برخی سرداران و حاکمان نواحی مختلف این ناحیه، داوطلبانه اطاعت خود را از دولت اعلام نمودند (سپاهی:۱۲۴). و این بدان دلیل است که امیرکبیر صدراعظم ایران در آن زمان اهمیت ویژه‌ای به بلوچستان می‌داد و آن هم به خاطر آگاه بودن او از سیاست‌های انگلیس در بلوچستان بود.
در این دوران نیز مبارزاتی در بلوچستان برای استقلال دوباره رخ داد اما با سیاست‌های امیرکبیر بلوچها به شدت سرکوب وعده زیادی کشته شدند و دوباره به اطاعت از ایران گردن نهادند. انگلیسها از این وضع نگران شدند، زیرا با گسترش مرزهای شرقی ایران، ایران را به هند نزدیکتر می‌دیدند. با توجه به چنین اوضاعی، دولت انگلیس در سال ۱۸۵۳/۱۲۷۰ق. به منظور جلوگیری از گسترش نفوذ بیشتر ایران در بلوچستان، مأمورانی از سند به بلوچستان اعزام کرد. جاسوسان انگلیسی مردم بلوچ را تحریک به مبارزه علیه دولت ایران کرده بودند. دولت انگلیس در این سال‌ها سعی می‌کرد با ایجاد جو خودآگاهی در میان مردمان بلوچ آن‌ها را به مبارزه علیه دولت مرکزی وادارد اما اقدامات آن‌ها در این زمان نتیجه دلخواه را نداد و انگلیسیها درصدد برآمدند تا به ترفندهای دیگر متوسل شوند.

## کشیدن خطوط تلگراف؛ زمینه‌ساز تقسیم بلوچستان
پس از معاهده پاریس و استقلال افغانستان، مشکلات انگلیسیها در هند، برای چند سال، آن‌ها را از دخالت علنی در بلوچستان بازداشت، اما شورش هند در سال ۱۸۵۷م/ ۱۲۷۴ق انگلیسیها را در تقسیم بلوچستان مصمم کرد. انقلاب هندوستان و خطری که در آن مقطع تاریخی متوجه امپراتوری بریتانیا شد، آثار و نتایج عمیقی در ایران به جای گذاشت. از جمله مهم‌ترین این آثار ارتباط تلگرافی هندوستان با اروپا و با انگلیس و در نتیجه کشیده شدن خطوط تلگراف در ایران بود. برای ایجاد خطوط تلگرافی در بلوچستان، مذاکرات توسط افسران انگلیسی با دولت ایران شروع شد، اما این مذاکرات با مخالفت و مقاومت شدید در ایران مواجه شد. دولتمردان وقت ایران به هیچ عنوان نمی‌خواستند پای مأموران انگلیسی به نقاط تصرف شده، به خصوص نواحی جنوب به ویژه در میان طوایف بلوچستان باز شود. انگلیسیها سرهنگ اپستویک را برای حل این مسئله به سمت سفارت تهران برگزیدند. سرانجام امتیاز کشیدن خطوط در ۲۴ جمادی‌الثانی ۱۲۷۹ ق / ۱۷ دسامبر ۱۸۶۲ م با دولت ایران به امضا رسید. در آن زمان صدارت ایران با امین‌الدوله بود که با انگلیسیها رابطه صمیمانه‌ای داشت.
انگلیسیها در سال ۱۸۵۹م/ ۱۲۷۵ق برای برقرار کردن رابطه مخابراتی مستقیم هند و اروپا یک رشته سیم بین اسکندریه و خلیج فارس دایر کردند. در سال ۱۲۸۰ق دولت انگلیس گلد اسمیت را به منظور انجام تحقیقاتی در زمینه چگونگی امتداد این خط تلگراف در طول صحرای مکران مأمور کرد. در در سال ۱۲۸۰ق کار کشیدن خط تلگراف تمام شد و آن خط را از کراچی به جاسک مربوط کردند.
مأموران انگلیسی به هنگام مطالعه، برای کشیدن خطوط تلگرافی پی بردند که کشیده شدن خطوط تلگراف زمینی در بخشی از نواحی ساحلی بلوچستان، برای کنترل و سرانجام جدایی این نواحی مجاور، فرصت مناسبی می‌تواند باشد. بنابراین تحقیق و بررسی از این نواحی بر عهده سر فردریک گلداسمیت گذاشته شد.

## انگلیس و حفظ خطوط تلگرافی توسط سرداران بلوچ
با عبور سیم تلگراف از بلوچستان، دولت انگلستان گلداسمیت را با چند افسر دیگر به بلوچستان فرستاد، اما آن‌ها با مقاومت و مخالفت بلوچها مواجه شدند. افسران انگلیسی به فرماندهی گلداسمیت به این نتیجه رسیدند که تنها از طریق کنار آمدن با سران طوایف و قبایل می‌توانند بر حاکمیت خویش در بلوچستان تداوم بخشند. به همین خاطر عمدهٔ سران، خانها و سردارهای بلوچ را با دادن اسلحه و مقرری فریب دادند و به بهانه عبور خط تلگراف در هر محل تلفنخانه‌ای برپا کردند و پرچم انگلیس را بر فراز آن برافراشتند. بدین سان انگلیسیها در سرتاسر بلوچستان نفوذ کردند و از طریق محدود مقرری که به سرداران بلوچ می‌دادند از آن‌ها تعهد گرفتند تا از سیمهای تلگراف مراقبت نمایند.
در این میان عده‌ای دیگر از بلوچها که بهره‌ای نبرده بودند، دست به تحریکات زدند، در نتیجه سیمهای تلگراف را قطع، و برای مأموران انگلیسی مزاحمت ایجاد می‌کردند و بعضی از کارکنان را کشته، برخی را اسیر نمودند. این پیشامدها سبب شد دولت انگلیس از ایران بخواهد مرز بین ایران و هند در بلوچستان تعیین شود. دولت ایران با این تقاضا موافقت ننمود. گلداسمیت بلوچها را تحریک نمود تا دوباره مبارزات خودشان را آغاز کنند. ناصرالدین شاه متوجه این خطر شد که چنانچه رضایت انگلیس را فراهم نکند، ممکن است بلوچستان تصرف شده را از ایران مجزا نماید. در سال ۱۲۸۸ق. انگلستان عده‌ای سرباز هندی را به پنجگور فرستاد و خیال داشت تمامی بلوچستان را فتح کند. ناصرالدین شاه از این نقشه باخبر شد و با سفیر انگلیس در تهران در این باب مذاکره نمود. سفیر انگلیس اظهار کرد که اگر دولت ایران خواهان دوستی با دولت انگلیس است، باید خطوط مرزی بلوچستان را با مرز هند تعیین نماید. ناصرالدین شاه نیز این پیشنهاد را پذیرفت. از طرف ایران وزیر خارجهمیرزا سعیدخان و آصف الدوله حاکم کرمان و چند نفر دیگر معلوم شدند. از طرف انگلستان گلداسمیت و دو افسر مهندس تعیین گردیدند، اما نتیجه مطلوبی حاصل نشد. در این جلسه قرار شد دولت انگلیس سالی سه هزار تومان جهت محافظت از تیرها و سیستم تلگرافی که در قسمت بلوچستان واقع می‌شد پرداخت نماید و تعیین مرزها به ملاحظاتی، نامعلوم و مسکوت ماند. در این زمان انگلیسیها با کاشتن تیرهای تلگراف در گوشه گوشه بلوچستان و گسترش نفوذ خود در این سرزمین و در نهایت با تفرقه انداختن بین مردم بلوچستان کم‌کم به اهداف خود نزدیکتر شدند.

## توافق ایران با انگلیس در تشکیل کمیسیون مرزی
در سال ۱۸۶۲م. در دیوار دفاعی هندوستان، تنها منطقه‌ای که ترتیب قطعی برای آن، مطابق نقشه انگلستان داده نشده بود، منطقه بلوچستان بود. در آن هنگام خان کلات قسمت‌های شرقی بلوچستان را تحت اداره یا نفوذ خود داشت. انگلستان درصدد بود بلوچستان را دوباره به صورت کشوری مستقل درآورد.
اولین کمیسیون برای تعیین مرزهای شرقی ایران، بین دولت ایران و خان کلات به حکمیت انگلستان تشکیل گردید، انگلیسیها به ظاهر نقش حکم را بازی می‌کردند اما در واقع مدعی آن‌ها بودند و مطرح نمودن خان کلات بهانه‌ای بود برای استقلال بلوچستان از ایران. بعد از شکست آقاخان محلاتی در مأموریتش برای استقلال بلوچستان، دولت انگلیس بر آن شد که این امر را توسط یکی از خوانین مقتدر محلی و با توسعه بخشیدن قلمرو او انجام دهد. مقتدرترین و مناسب‌ترین فرد برای این منظور خان کلات بود. که انگلیس آن را تحت‌الحمایه خود کرد و بعد آن را جزء امپراتوری هند درآورد.
ایجاد روابط سیاسی بین دولت انگلیس و خان کلات باعث شد که از اغتشاشات بلوچستان جلوگیری شود و مقام حکمرانی خان کلات استحکام پیدا کند، اما لازم بود ترتیبهای تازه اتخاذ شود که سرحدات غربی این مملکت از تجاوزات مصون بماند و از دولت ایران که قریب بیست سال بود به سرحدات کلات تجاوز می‌کرد جلوگیری شود، و در بین یک حد و حدودی معین گرددبهزادی:۱۲۵. زمانی که ابراهیم خان در اوایل دهه ۱۲۷۰ق. در حکومت بلوچستان مستقر شد دامنه فتوحات وی انگلستان را مضطرب کرد و به فکر چاره جویی انداختبهزادی:۱۲۸. دولت انگلیس می‌پنداشت که در صورت عدم مداخله، ابراهیم خان تمامی حوزه حکومتی خان کلات را فتح خواهد کرد و مرزهای شرقی ایران به هند نزدیکتر می‌شود. آنان درصدد برآمدند تا با تعیین حدود رسمی بین بلوچستان و کلات از پیشروی ابراهیم خان حاکم بلوچستان به سمت سرزمین‌های غربی هند جلوگیری کنند.
با شکایات متعدد دولت انگلیس به دربار و دولت ایران، ایران تحت سرپرستی میرزا حسین خان سپهسالار در سال ۱۸۷۱م / ۱۲۸۷ق. حاضر به تحدید رسمی مرزهای ایران و کلات با حکمیت دولت انگلیس شد. سر فردریک گلداسمیت به عنوان حکم انگلیس تعیین گردید. از طرف دولت ایران میرزا معصوم خان انصاری به عنوان رئیس کمیسیون مرزی انتخاب شد.
بر اساس موافقت‌نامه تعیین حدود مرزی کمیسیونرها ی یاد شده آزادی خواهند داشت نقشه‌ای از متصرفات ایران در بلوچستان و متصرفات خان کلات با مرزهای آن ترسیم کنند و آن را با خود به تهران بیاورند، پس از آن مسئله با آگاهی دولت بریتانیا به گونه‌ای عادلانه تصمیم گرفته می‌شود. نماینده ایران میرزا معصوم خان در راه بازگشت به تهران به دولتمردان ایران می‌نویسد: «... این مأمور انگلیسی]گلداسیمد [جز حمایت و تقویت خان کلات و تحصیل سند که کیج و تمپ و بلیده و مند و کوهک و اسپندار و بلکه بیشتر سرباز و دشت باهو تعلق به خان معزی الیه دارد و خیال دیگری ندارد...». به‌طوری‌که از نامه میرزا معصوم خان بر می‌آید، انگلیسیها در نقشه خود قصد داشتند، نواحی تمپ، کیج، بلیده، مند، کوهک و اسپندار و حتی نواحی سرباز و دشت باهو را از بلوچستان تحت مالکیت ایران جدا و به بلوچستان تحت تصرف انگلیس و به خاک کلات بیفزایند.
تلاشهای میرزا معصوم خان برای قرار دادن کیج و مند در قلمرو ایران به جایی نرسید. ناحیه دیگر که در این زمان مورد اختلاف بین گلداسمیت و میرزا معصوم خان بود، ناحیه کوهک و اسپندار بود. اما با همه تلاشهای مأموران ایرانی در افزایش سهم ایران از بلوچستان، دولت ایران در اوت سال ۱۸۷۱م/ جمادی الآخر ۱۲۸۸ق. پذیرفت که نقشه‌ها و یافته‌های یکجانبه گلداسمیت، مبنای صدور رأی نهایی قرار گیرد.
بدین ترتیب مناطقی از بلوچستان تحت مالکیت ایران جدا و به خان کلات داده شد که حاکم بلوچستان که از دست نشاندگان حکومت ایران بود و شاه ایران از این امر ناراضی بودند. نارضایتیهای حاکم بلوچستان و اقدام خودسرانه او برای تصرف نواحی از دست رفته، بعد از کمیسیون مرزی اول، سبب شد زمینه‌های تشکیل کمیسیون دوم مرزی نمایان شود.

## اختلاف بر سر کوهک
هر چند دولت ایران نقشه گلداسمیت را برای تعیین حدود مرزی از خلیج گواتر تا جالق قبول نمود، اما اختلاف بر سر کوهک و بخشی از دره ماشکید همچنان باقی‌ماند. حاکم بلوچستان عصبانی و ناراحت از اصل تشکیل کمیسیون و تعیین رسمی سرحدات و به محض مراجعت هیئتهای طرفین از بلوچستان خودسرانه به اشغال و تصرف کوهک پرداخت. با تصرف کوهک توسط حاکم بلوچستان انگلیسیها درصدد زیر فشار گذاشتن دولت ایران به منظور دست کشیدن از کوهک برآمدند.
وزیر مختار انگلیس در تهران، طی نامه‌ای به وزارت خارجه ایران، تقاضا کرده بود که با توجه به پذیرفتن نقشه گلداسمیت توسط دولت ایران، مسئله کوهک حل و فصل شود. با ادامه کنترل کوهک و اسپندک توسط دولت ایران، مأموران انگلیسی به فکر افتادند این مناطق را از دست ایران خارج نمایند.

## کمیسیون مرزی دوم
به دنبال تعیین حدود و علامت‌گذاری بخش اول از مرزهای بلوچستان، در سال۱۲۹۰ق. تامسن وزیر مختار انگلیس، طی نامه‌ای به ایران خواستار تعیین حدود مرزی ایران و کلات از جالق تا ملک سیاه کوه شد. یکی از مهم‌ترین عواملی که سبب شد انگلیسیها دو سال بعد از کمیسیون مرزی اول، تقاضای تشکیل کمیسیون دیگری بنمایند، بدون شک ترس آن‌ها از تصرف قسمتهایی بود که تعیین حدود نشده بود. ترس انگلیسیها از آن بود که با تصرف کوهک توسط حاکم بلوچستان امکان داشت کوهک و نواحی اطراف آن در قلمرو ایران داخل گردد. انگلیسیها بعد از تصرف کوهک توسط ابراهیم خان به تلاشهای خود برای استرداد این ناحیه به خان کلات ادامه دادند.
در نامه‌ای که سفیر انگلیس به دولتمردان ایران نوشته بود، به خط مرزی گلداسمیت استناد نموده بود. طبق این نقشه، جالق و کله گان حدود مرزی ایران را تشکیل می‌دادند. در ادامه تقاضا کرده بود که خط مرزی از جالق الی کوه ملک سیاه در زمستان آینده تعیین شود. اما دولت ایران نواحی کوهک و ماشکید را متعلق به خود می‌دانست و با این طرح مرزی جدید انگلیس مخالف بودند.
بعد از آنکه سفارت انگلیس با اصرار دولت ایران، بر تعلق کوهک و ماشکید مواجه شد. و در این مورد با دولت ایران به نتیجه نرسید، دولت هند بریتانیا نیروهایی در سال ۱۳۱۲ق/ ۱۸۹۴ م در پنجگور در نزدیکی ایران مستقر کرد و در واقع می‌خواست، از راه تهدید نظامی دولت ایران را وادار به قبول درخواستهای خود بنماید ابتدا به دلیل اهمیت استراتژیکی، شاه حاضر به واگذاری ماشکید نشد، در نتیجه تعیین حدود مرزی منتفی شد. بعد از مخالفت سرداران بلوچ با تقسیم بلوچستان ومبارزات آنان، شاه مجبور شد دستور تشکیل هیئتی برای تعیین حدود مرزی از جالق تا کوه ملک سیاه را صادر نماید.
قرارداد تعیین حدود مرز ایران و کلات از کوهک تا کوه ملک سیاه در ۹ رجب ۱۳۱۳ ق/ ۲۶ دسامبر ۱۸۹۵ م به امضای صدراعظم ایران، امین‌السلطان و سفیر انگلیس در تهران رسید و قرار شد طبق این قرارداد، کمیسیونر دولت انگلیس به نمایندگی دولت تحت‌الحمایه کلات و نماینده ایران در دهم فوریه ۱۸۹۶ در کوهک حاضر شوند و کار تعیین حدود را شروع نمایند. سرحدات مزبور از قله مثلثاتی ملک سیاه کوه شروع گردیده به سمت جنوب امتداد یافته به ساحل شمالی خلیج گواتر خاتمه می‌یابد. تمام مسیر علامت مرزی گذاشته شد.
اولین ستون مرزی در شرق کوهک تعیین شد و به این ترتیب کوهک به‌طور رسمی به ایران داده شد، اما نخلستانهای ماشکید جنوبی که شامل لادگشت نیز بود به حاکم خاران واگذار شد. یکی از مناطق مورد اختلاف در این کمیسیون مرزی، نخلستانهای متعلق به طایفه یاراحمد زهی بود، که طبق حدود پیشنهادی در قلمرو خان کلات قرار گرفت، در حالی که این طایفه در قلمرو خاک ایران زندگی می‌کردند. در نهایت این نخلستانها به ایران واگذار شد.
با حل این اختلاف، تحدید و علامت مرزی در ۲۴ مارس ۱۸۹۶ م / ۹ شوال ۱۳۱۳ ق پایان یافت و موافقت نامه‌ای به امضا رسید در نتیجه کار این کمیسیون، حاکمیت ایران بر مناطق چون کوهک، کناربست، اسفندک، و غرب رود ماشکید که از مدت‌ها قبل در مالکیت ایران بودند، تأیید شد، ولی بخش عمده‌ای از ناحیه ماشکید و از آن مهم‌تر ناحیه میرجاوه و شهر آن و نقاط استراتژیک این منطقه از ایران جدا شد.
با جدایی این مناطق از بلوچستان تحت مالکیت ایران علاوه بر اینکه دیوار دفاعی هندوستان کامل شد، مقاصد سیاسی انگلیس و بهره‌برداری درازمدت استعمارگران را نیز برای سالیان دراز تأمین کرد.